# Peter-Mokaba-Stadion
Das (Neue) Peter-Mokaba-Stadion (englisch (New) Peter Mokaba Stadium) ist ein Rugby- und Fußballstadion in der südafrikanischen Stadt Polokwane, in dem vier Gruppenspiele der Fußball-Weltmeisterschaft 2010 ausgetragen wurden. Benannt ist die Anlage nach dem am 11. Juni 2002 in Johannesburg verstorbenen ANC-Politiker Peter Mokaba. Es bietet heute 41.733 Plätze. Unweit vom neuen Stadion befindet sich das alte Stadion mit gleichem Namen.

## Geschichte
Es wurde für die Fußball-Weltmeisterschaft 2010 erbaut und liegt neben dem alten Pietersburg Stadium von 1976. Die Sportstätte bot zur Fußball-WM 45.000 Plätze und besitzt eine Überdachung der Haupttribüne. Am 23. Januar 2010 fand als erste Veranstaltung das Freundschaftsturnier Peter Mokaba Cup im Stadion statt. Im ersten Halbfinale trafen Supersport United aus Pretoria und die dänischen Mannschaft vom Brøndby IF (2:1) aufeinander. Das zweite Semifinale bestritten die Kaizer Chiefs aus Johannesburg und der Wits University FC (4:3 i. E.). Das Finale entschieden die Kaizer Chiefs mit 4:2 gegen Supersport United. Die erste internationale Partie war das Fußballländerspiel Südafrika gegen Guatemala (5:0) am 31. Mai 2010. Das Stadion bietet Parkplätze für 2.396 Autos und 100 Busse.

## Spiele der Fußball-Weltmeisterschaft 2010 in Polokwane
Im Peter-Mokaba-Stadion wurden vier Gruppenspiele der Weltmeisterschaft ausgetragen.
- Gruppe C – 13. Juni 2010, 13:30 Uhr:  Algerien –  Slowenien 0:1 (0:0)
- Gruppe A – 17. Juni 2010, 20:30 Uhr:  Frankreich –  Mexiko 0:2 (0:0)
- Gruppe B – 22. Juni 2010, 20:30 Uhr:  Griechenland –  Argentinien 0:2 (0:0)
- Gruppe F – 24. Juni 2010, 16:00 Uhr:  Paraguay –  Neuseeland 0:0

In der Halbzeitpause des Spiels am 17. Juni kam es in der Umkleidekabine des Peter-Mokaba-Stadions zu einem Disput zwischen Nicolas Anelka und Frankreichs Nationaltrainer Raymond Domenech, der den französischen Fußball in die bis dahin heftigste Krise seiner Geschichte stürzte.